# David Paez Picon
David Páez Picón (San Juan, 9 dicembre 1975) è un ex hockeista su pista argentino.

## Palmarès

### Giocatore

#### Club

##### Competizioni nazionali
- Campionato italiano: 1

Roller Monza: 1995-1996
- Campionato spagnolo: 12

Barcellona: 1998-1999, 1999-2000, 2000-2001, 2001-2002, 2002-2003, 2003-2004, 2004-2005, 2005-2006, 2006-2007, 2007-2008, 2008-2009, 2009-2010
- Coppa del Re: 6

Barcellona: 2000, 2002, 2003, 2005, 2007, 2011
- Supercoppa di Spagna: 5

Barcellona: 2004, 2005, 2007, 2008, 2011

##### Competizioni internazionali
- Coppa delle Coppe: 1

Roller Monza: 1994-1995
- CERH European League: 8

Barcellona: 1999-2000, 2000-2001, 2001-2002, 2003-2004, 2004-2005, 2006-2007, 2007-2008, 2009-2010
- Supercoppa d'Europa/Coppa Continentale: 9

Barcellona: 2000-2001, 2001-2002, 2002-2003, 2004-2005, 2005-2006, 2006-2007, 2007-2008, 2008-2009, 2010-2011
- Coppa CERS/WSE: 1

Barcellona: 2005-2006
- Coppa Intercontinentale: 2

Barcellona:2006, 2008

#### Nazionale
- Campionato mondiale: 2

Reus 1999, La Roche-sur-Yon 2015
- Campionato Sudamericano/Coppa America: 3

Viña del Mar 2004, Recife 2007, Buenos Aires 2008
- Coppa delle Nazioni: 1

2017